# Allgemeine Baugenossenschaft Zürich

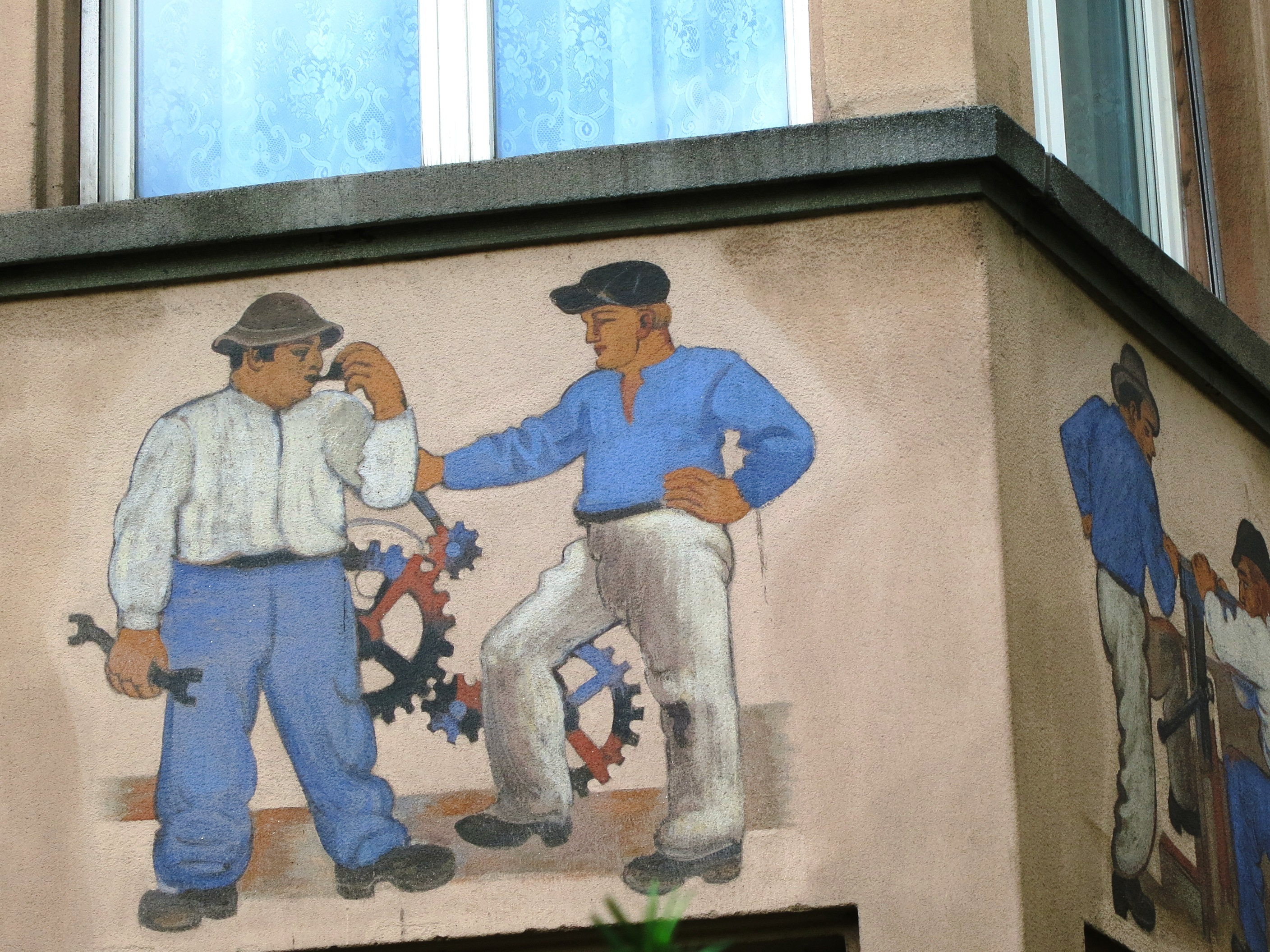
Kolonie Kanzlei, Zürich-Hard

Die Allgemeine Baugenossenschaft Zürich (ABZ) ist eine Zürcher Wohnbaugenossenschaft und mit gut 12'500 Bewohnern bzw. 8'900 Mitgliedern die grösste der Schweiz. Ihr gehören 562 Mehrfamilienhäuser mit insgesamt 5097 Wohnungen verteilt auf 58 Siedlungen in der Stadt und Region Zürich. Die ABZ wurde als eine der ältesten Baugenossenschaften der Schweiz 1916 gegründet und konnte 2016 das 100-jährige Jubiläum feiern. Zu diesem Anlass brachte sie auch ein Buch (Titel: Rundum ABZ) heraus. Darin werden Einblicke in die Geschichte und Gegenwart der ABZ gewährt. Ihre erste Siedlung erstellte sie 1920 an der Birchstrasse in Zürich-Oerlikon, der im Verlaufe der Jahrzehnte etappenweise weitere folgten. Die Hauptzielgruppe der Genossenschaft bildeten hierbei Familien.
Die ABZ baut und handelt sozial, ökonomisch und ökologisch nachhaltig. Sie stellt die Menschen und nicht die Rendite in den Mittelpunkt, ist  der Kostenmiete verpflichtet und entzieht Bauland der Spekulation. Zudem setzt sie sich für genossenschaftliche Ideen ein: Ihre Mitglieder bestimmen als kollektive Eigentümerschaft bei grundlegenden Themen mit und tragen die Genossenschaft so gemeinsam.
2017 löste Nathanea Elte den langjährigen ABZ-Präsidenten Peter Schmid ab, der 26 Jahre im Vorstand der ABZ mitgewirkt hatte.